# 中村次郎
中村 次郎（なかむら じろう、1940年4月14日 - ）は、NHKの気象解説で知られる気象キャスターである。

## 略歴
群馬県高崎市（旧倉渕村）出身。群馬県立榛名高等学校、専修大学法学部中退。鉄道会社勤務を経て、1963年、財団法人日本気象協会に入り、ラジオの気象解説を担当。1975年にNHK総合テレビに初出演、以後2005年3月まで（ラジオは2006年3月まで）約30年間にわたり同局の気象キャスターとして活躍。気象予報士ではなかったが、季節感を大切にした朴訥とした語り口の「天気予報」にはファンが多かった。2000年代には日本気象協会を退職し、有限会社気象環境サービスに移籍。気象情報出演終了後も、NHKの首都圏ローカル枠で情報番組に出演、2006年4月からは「ゆうどきネットワーク」で不定期コーナー「中村次郎の日々是好日」を担当していた。

## 主な出演番組
- NHKナイトワイド（土）　（NHK総合、1987年4月-1988年3月）
- 気象情報（正午前・月-金）　（NHK総合、1988年4月-1990年3月?）
- イブニングネットワーク（月-金）　（NHK総合、1990年4月-1993年3月）
- イブニングネットワーク（金-日）　（NHK総合、1993年4月-1996年3月）
- NHKニュース9（金）　（NHK総合、1993年4月-1994年3月）
- ニュース・気象情報（10:00・金）　（NHK総合、1997年4月-1998年3月）
- 気象情報（19時前・土日）　（NHK総合、1997年4月-1998年3月）
- 気象情報（正午前・平日）　（NHK総合、1998年4月-2000年3月）
- 首都圏いきいきワイド　（NHK総合、1998年4月-2003年3月）
- 首都圏ネットワーク（17時台）　（NHK総合、2003年4月-2005年3月）
- 首都圏ネットワーク（17時台「気象探偵団」）　（NHK総合、2005年4月-2006年3月）
- ゆうどきネットワーク（「中村次郎の日々是好日」、「お天気白書」）　（NHK総合、2006年4月-）

## 著書
- NHK天気予報25年、中村次郎さんの日本列島四季ごよみ　（ホーム社、2000年）　ISBN 4834250423